# Ⱳ
La letra Ⱳ (minúscula: ⱳ), llamada W con gancho, es una letra de la escritura latina basada en la letra W. Se utiliza en las ortografías de las lenguas de Burkina Faso: la lengua Puguli y la lengua Lobiri.
La mayúscula y la minúscula se encuentran en U+2C72 y U+2C73 en Unicode, respectivamente.